# Pedro Gílio

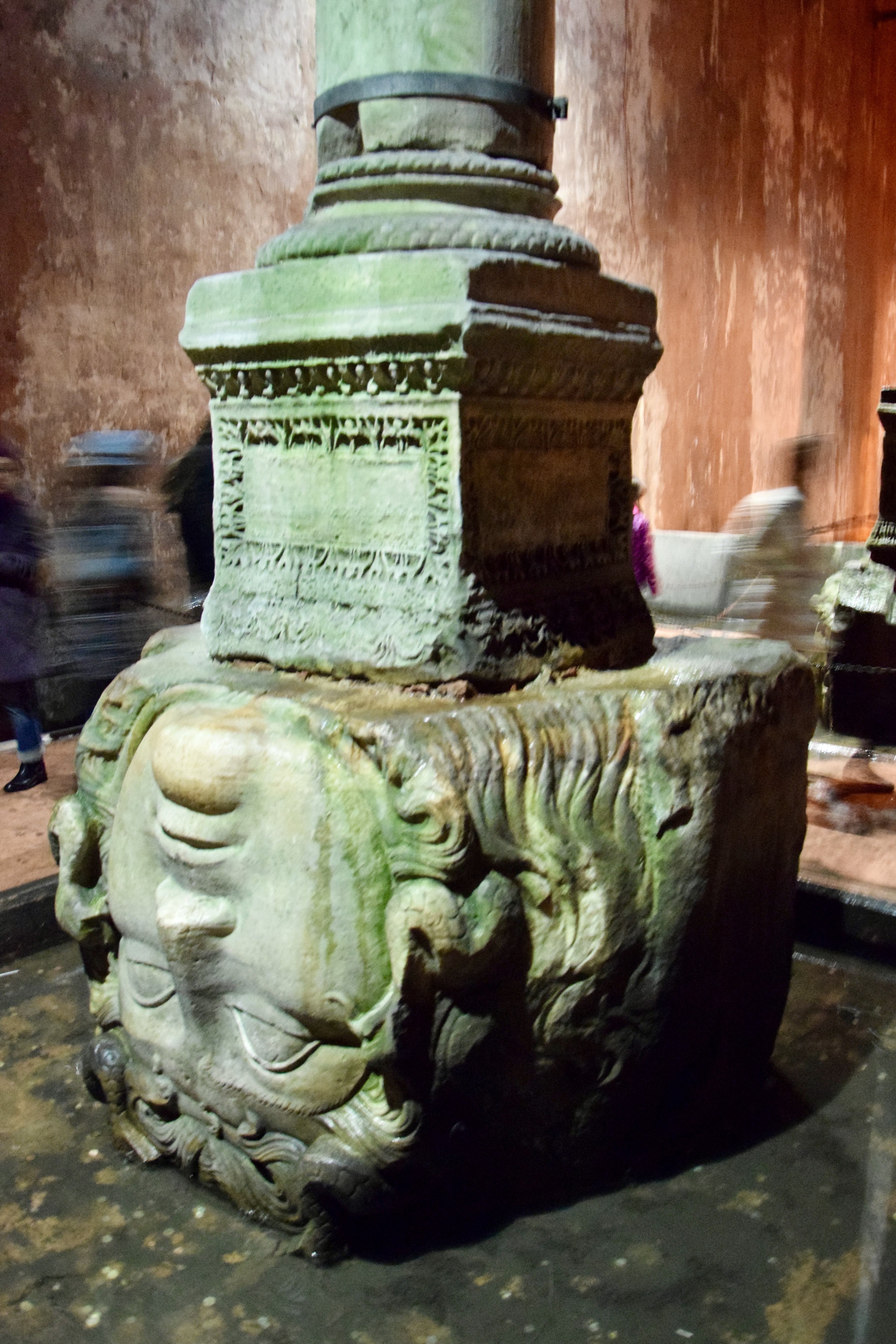
Cabeça de Medusa na Cisterna da Basílica, Istambul, Turquia

Pedro Gílio (em latim: Petrus Gyllius; em francês: Pierre Gilles; 1490 (535 anos)-1555) foi um naturalista, topógrafo e tradutor francês. Nasceu em Albi, sul da França. Viajou e estudou o Mediterrâneo e Oriente, produzindo trabalhos como De Topographia Constantinopoleos et de illius antiquitatibus libri IV, Cosmæ Indopleutes e De Bosphoro Thracio libri III, e um livro sobre pesca no mar Mediterrâneo. Em 1533, também traduziu a obra de Cláudio Eliano. Esquecida após a queda de Constantinopla, em 1453, a Cisterna da Basílica foi redescoberta por Pedro Gílio em 1545, que possui a enigmática Medusa de cabeça para baixo.
Entre os anos 1544-1547 esteve em Constantinopla, para onde foi enviado pelo rei Francisco I de França (r. 1515–1547) para procurar manuscritos antigos. Descobriu um manuscrito do trabalho geográfico de Dionísio de Bizâncio e escreveu uma paráfrase latina sobre. Muitos de seus livros foram publicados após sua morte por seu sobrinho. Morreu em Roma de malária, enquanto estava seguindo seu patrão, o cardial Jorge de Armagnac.

## Na ficção
Pedro Gílio (como Pierre Gilles) desempenha um pequeno, mas significativo, papel na obra Pawn in Frankincense, o quarto volume da série ficcional histórica, Lymond Chronicles de Dorothy Dunnett.